# Graveur de disque optique
Pour les articles homonymes, voir graveur (homonymie).
Ne doit pas être confondu avec Enregistreur DVD ou DVDscope.

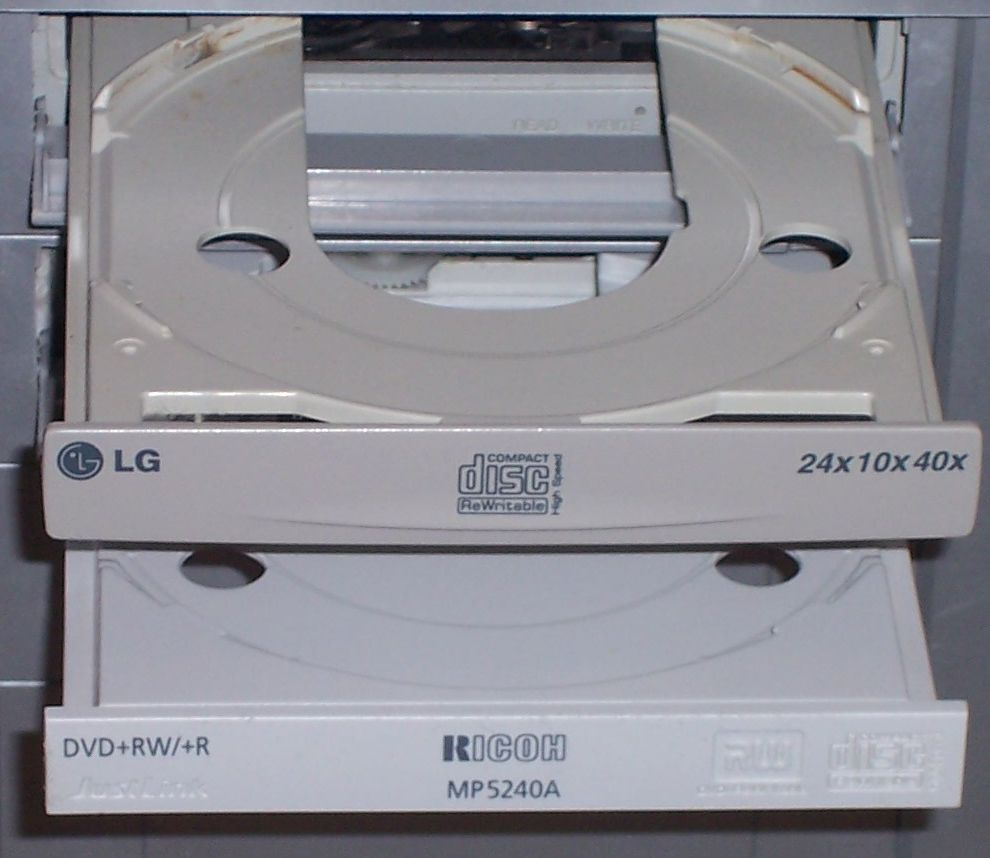
Graveur/lecteur de disque optique LG.

Un graveur de disque optique à diode laser est un appareil électronique de stockage d'information pour l'informatique, l'audio et la vidéo.
Il permet de graver des CD-R et CD-RW (Compact Disc, « R » pour Recordable et « RW » pour ReWritable, soit respectivement disque compact enregistrable et disque compact réinscriptible), des VCD et des SVCD, éventuellement des CD+G, des DVD±R et DVD±RW (Digital Versatile Disc, « R » pour Recordable et « RW » pour ReWritable, soit respectivement disque numérique polyvalent enregistrable et disque numérique polyvalent réinscriptible).
Remarquons que le terme gravure n'est pas approprié. Dans le cas d'enregistrement de CD-R ou de DVD±R, il s'agit de brûlures multiples de la surface du support afin de créer les zones de non-réflexion pour le laser en lecture. Dans le cas de disques réinscriptibles (magnéto-optiques), la zone chauffée par le laser permet à deux  tête magnétiques de modifier sa capacité à réfléchir la lumière.

## En informatique
Il s'agit soit d'un périphérique interne se trouvant dans l'unité centrale (matériel informatique), soit d'un périphérique externe sur port USB ou FireWire.  Il s'agit d'un périphérique d'entrée- 3D logo le sml 2003

## Audio et vidéo
Peut être présent sur une chaîne hi-fi, une unité multimédia ou une platine audiovisuelle de salon. On le trouve parfois dans un enregistreur DVD de salon ou « DVDscope » (évolution de magnétoscope en DVD).